# Puente Lucas Córdoba
El puente Lucas Córdoba (anteriormente llamado puente Ramón Paz Posse) es un puente vehicular que forma parte de la traza de la Ruta Nacional 9. Este puente cruza el Río Salí uniendo las localidades de San Miguel de Tucumán y Banda del Río Salí, Provincia de Tucumán, Argentina.

## Historia
Originalmente en 1871, en el sitio donde se localiza el actual puente Lucas Córdoba, se llevó a cabo la construcción de un puente de madera tras diversos estudios de los técnicos franceses Julio Delacroix y Luis Dode y la Comisión Nacional de Ingenieros, realizados durante el gobierno del presidente Domingo Sarmiento. Esta estructura fue destruida tras sucesivas crecidas del río y por ello tuvo que ser reconstruida e intervenida en 1879 y posteriormente en 1900.
En 1912 el senador Alberto León de Soldati presentó dos proyectos para construir un puente metálico en reemplazo del puente de madera y la construcción de obras de defensas ante inundaciones y el otro para la construcción de un parque entre la capital y el río. El primer proyecto fue aprobado en la Cámara de Senadores pero no llegó a ser sancionado por la Cámara de Diputados, mientras el segundo llegó a ser aprobado y concretó tomando como nombre Parque 9 de Julio.
Ya a fines de los años 20 se anunció la construcción de un nuevo puente de hormigón armado que reemplazaría al puente de madera de 350 metros de largo. La obra empezó a principios de 1930 siendo finalizada en 1931 e inaugurada en diciembre de ese mismo año. El puente tuvo un costo final de ARM 1 500 000 y se nombró como puente Ramón Paz Posse hasta que en 1943 adquirió su actual denominación en honor al ex gobernador de Tucumán Lucas Córdoba.
En marzo de 1984 una columna del puente cedió ante una crecida de agua y generó que una parte del puente se hunda. El incidente fue debido a que el cauce estaba encajonado porque años anteriores se había construido un balneario y complejo deportivo abajo del puente. Luego, en marzo del año 2000, 2 pilares del puente terminaron colapsando ante la crecida del río y lograron que la parte central del puente se formara una grieta, amenazando con derrumbarse. Por ello el puente estuvo clausurado para el tránsito vehicular y peatonal por 3 años con propósito de ser refaccionado y reparado. En marzo de 2003, tres años después, el puente volvió a ser abierto a vehículos y peatones tras ser reparado totalmente.